# Wiggersen
Koordinaten: 51° 23′ 59″ N, 9° 3′ 47″ O
Wiggersen ist eine Dorfwüstung in der Gemarkung von Külte, einem Stadtteil von Volkmarsen im nordhessischen Landkreis Waldeck-Frankenberg.
Der Ort lag auf etwa 210 m Höhe südwestlich des Külter Bergs im Westen der heutigen Dorflage, ungefähr im Bereich der Straßen Kreßpfuhl und Teichweg. Er mag um 1230 erstmals urkundlich erwähnt worden sein. Zur Geschichte des Orts ist nur sehr wenig bekannt. Im Jahre 1444 belehnte Erzbischof Dietrich II. von Köln, der ab 1415 auch Administrator des Bistums Paderborn war, Heinrich von Gudenberg u. a. mit der paderbornschen Hälfte von Wiggersen. 1523 sind die Gebrüder von Twiste als Lehnsinhaber der Abtei Corvey von einer Hube Land zu Wiggersen bekundet. Wann der Ort aufgegeben wurde, ist nicht bekannt.